# Operazione Ruthless
L'operazione Ruthless era il nome di un'operazione di spionaggio proposta nel 1940 da Ian Fleming all'Ammiragliato Britannico per accedere a dei cifrari della versione navale della macchina Enigma.

## Antefatti
Durante la seconda guerra mondiale i crittanalisti alleati di Bletchley Park, con l'aiuto di quelli polacchi, erano riusciti a decrittare la macchina Enigma, Nel 1940 Dilly Knox, il veterano della prima guerra mondiale, Frank Birch, capo del dipartimento navale tedesco di Bletchley Park, e i due principali matematici che svolgevano il compito di decifrare la macchina, Alan Turing e Peter Twinn. Sapevano che procurarsi la documentazione della Enigma della Marina tedesca era la migliore possibilità di fare progressi nella violazione del codice.

## Il piano[1]

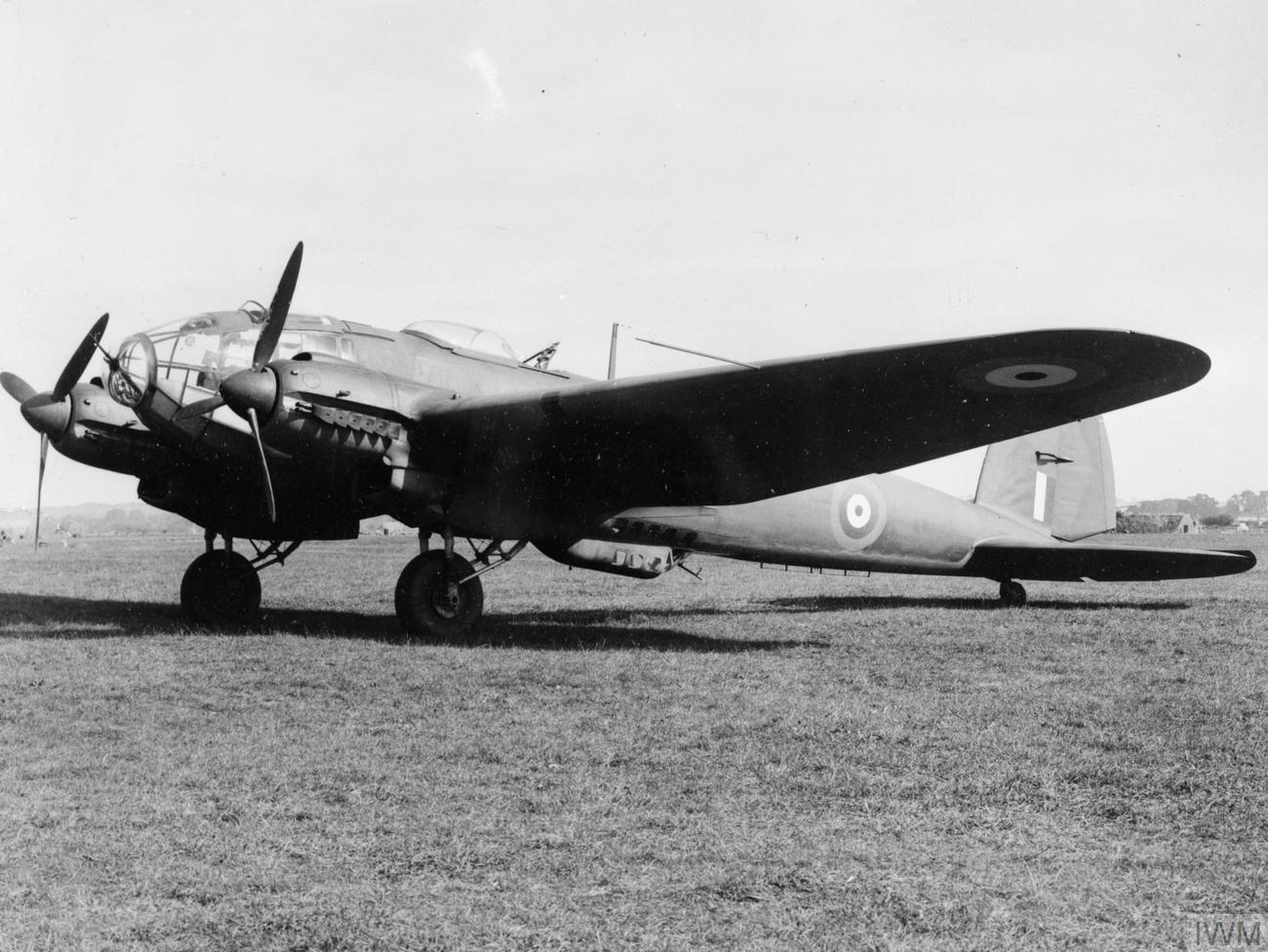
Un bombardiere tedesco catturato dalla RAF

Il 12 settembre 1940 Ian Fleming scrisse in una nota al Direttore dell'Intelligence Navale:
1. Obtain from Air Ministry an air-worthy German bomber.
2. Pick a tough crew of five, including a pilot, W/T operator and word-perfect German speaker. Dress them in German Air Force uniform, add blood and bandages to suit.
3. Crash plane in the Channel after making S.O.S. to rescue service in P/L.
4. Once aboard rescue boat, shoot German crew, dump overboard, bring rescue boat back to English port. In order to increase the chances of capturing an R. or M. with its richer booty, the crash might be staged in mid-Channel. The Germans would presumably employ one of this type for the longer and more hazardous journey.»

1. Ottenere dall'Air Ministry un bombardiere tedesco adatto al volo.
2. Prendere un equipaggio di cinque persone, inclusi un pilota, un operatore radio e un parlante tedesco. Vestirli con uniformi dell'aviazione tedesca, aggiungere sangue e bende alle divise.
3. Schiantare l'aereo nel Canale della Manica dopo aver inviato un SOS al servizio di soccorso
4. Una volta a bordo, uccidere l'equipaggio tedesco, gettarlo in mare, riportare la nave di salvataggio in un porto inglese.

Per incrementare le possibilità di catturare una nave di tipo R o M con un bottino più ricco, l'incidente dovrebbe essere inscenato nel mezzo del Canale della Manica. I tedeschi impiegherebbero probabilmente una nave di questo tipo per viaggi più lunghi e pericolosi»
Più tardi scrisse:

## Attuazione
Il piano avrebbe dovuto essere attuato all'inizio di ottobre per ottenere dei nuovi cifrari, e Fleming si recò a Dover per supervisionare l'operazione, ma non furono individuate navi nemiche in zona e il piano fu rinviato.
Il 20 ottobre Frank Birch, capo della sezione navale di Bletchley Park scrisse della reazione dei crittanalisti Turing e Twinn "Turing e Twinn vennero da me come due becchini derubati di un cadavere, agitati per la cancellazione dell'Operazione Ruthless".
Alla fine i cifrari di Enigma furono catturati da un raid dei commando nell'inizio del 1941 anche grazie all'operazione Primrose.